# 野决明
野决明（学名：Thermopsis lupinoides）为豆科野决明属下的一个种。

## 扩展阅读
- 維基物種上的相關：野决明